# کرولوتس
کرولوتس (اوکراینی: Кролевець [kroleˈwɛtsʲ] (); (به لهستانی: Królewiec)) شهری در استان سومی در کشور اوکراین واقع شده‌است. جمعیت این شهر ۲۲,۴۳۷ نفر (۲۰۲۱ تخمینی) است.